# ادامو، جیمینا میکانو
ادامو، جیمینا میکانو (به لاتین: Adamów, Gmina Mykanów) در لهستان است که در استان سیلسیان واقع شده‌است.

## خصوصیات
ادامو ۲۸ نفر جمعیت دارد.